# Луценко, Виталий Иванович
Вита́лий Ива́нович Луце́нко (укр. Віталій Іванович Луценко; 1937—1999) — советский и украинский политический деятель. Первый секретарь Ровенского областного комитета КПСС (1990—1991), народный депутат Украины 2 и 3 созывов. Отец генерального прокурора Украины Юрия Луценко.

## Образование
Родился 15 марта 1937 года в селе Парафиевка (ныне Ичнянский район, Черниговская область, Украина). Окончил Киевский технологический институт пищевой промышленности по специальности инженер-промтеплоэнергетик (1954—1960).
Кандидат экономических наук. Диссертация на тему «Совершенствование территориального управления социально-экономическими процессами» (1984).
Автор более 100 печатных работ на экономические, политико-экономические и общественно-политические темы.
Владел английским и польским языками. По словам сына Юрия, в семье разговаривали на украинском языке, и Виталий Луценко настоял, чтобы сын учился именно в украинской школе, а не в русской.

## Трудовая деятельность
Член КПСС с 1962 года.
В 1966—1986 годах — секретарь, второй секретарь, первый секретарь Ровенского горкома КПУ.
1967—1993 — депутат Ровенского городского и облсовета.
В 1980—1983 годах — слушатель (заочно) Академии общественных наук при ЦК КПСС.
С 1986 года работал в Ровенском обкоме КПУ, в 1990—1991 годах — первый секретарь Ровенского обкома КПУ.
1990 — по инициативе Луценко создано малое государственное предприятие «Инженерно-экономический центр». Основные функции: помощь коллективам в переходе на рыночные отношения и выпуск товаров народного потребления.
Ноябрь 1990—сентябрь 1991 — первый секретарь Ровенского обкома КПУ. Выбран тайным голосованием из четырёх альтернативных кандидатур.
1991 — в ровенской газете «Красное знамя» — автор открытых писем: «Останется областная организация Компартии Украины авангардной политической организацией?» (5 июня 1991), «Говорить людям правду и вместе искать пути преодоления кризиса» (6 июня 1991), «О чём мечтают антикоммунисты, возможно ли изменение социально-политического строя» (7 июня 1991), «Партийные ячейки, комсомол и молодежь» (8 июня 1991), «Вступайте в нашу партию» (12 июня 1991).
23, 24 сентября 1991 — на 6-й внеочередной сессии Ровенского областного совета народных депутатов было принято решение вывести В. И. Луценко и некоторых других начальников отделов и служб, которые оставались в партии, из членов исполкома.
1993 — после возобновления деятельности КПУ избран первым секретарём Ровенского обкома КПУ, членом ЦК КПУ.
Март 1994 — депутат Верховной Рады Украины по Владимирецкому избирательному округу № 336 Ровенской области.
Апрель 1996 — возглавил группу по подготовке Программы действий Коммунистической партий Украины в сфере экономики. 28 апреля 1996 г. Программа принята Всеукраинской конференцией КПУ.
С октября 1997 — секретарь ЦК КПУ и член Президиума ЦК КПУ (октябрьский 1997 года III съезд КПУ).
Март 1998—июнь 1999 — депутат Верховной Рады Украины 3-го созыва от КПУ, № 20 в списке. Член фракции КПУ, председатель Комитета по делам ветеранов, пенсионеров и инвалидов.
1998—1999 — заместитель председателя ассоциации «Ровноагробуд».
Как характеризовал его А. Мороз: «был последовательным коммунистом, человеком порядочным».

## Личная жизнь
Жена Вера Михайловна (1936—2000). Сыновья Сергей и Юрий.
Увлекался решением математических задач, конструированием ребусов и шахматных задач.

## Награды
- орден Дружбы народов.
- орден Трудового Красного Знамени.
- орден «Знак Почета».
- две медали.